# Блаватник чорнодзьобий
Блаватник чорнодзьобий (Caprodectes hopkei) — вид горобцеподібних птахів родини котингових (Cotingidae). 

## Поширення
Вид поширений у тропічних лісах Південної Америки (Колумбія, Еквадор та Панама).